# Marble Rock, Iowa
Marble Rock är en ort i Floyd County i delstaten Iowa, USA.